# Кулик, Игорь Орестович
Кулик Игорь Орестович (19 ноября 1935 года, Харьков, УССР — 18 декабря 2019 года, Нью-Йорк, США) — советский, украинский физик-теоретик, доктор физико-математических наук, профессор, член-корреспондент НАН Украины, лауреат Государственной премии УССР в области науки и техники.

## Биография
Игорь Орестович Кулик родился 19 ноября 1935 в Харькове. В 1959 окончил физико-математический факультет Харьковского государственного университета. С 1960 работал в Физико-техническом институте низких температур АН Украины. С 1970 до 1994 — заведующий отделом сверхпроводимости и сверхпроводящих приборов ФТИНТ. С 1994 — главный научный сотрудник ФТИНТ. В 1972 получил ученую степень доктора физико-математических наук. Звание профессора присвоено в 1966. В 1978 был избран членом-корреспондентом Национальной академии наук Украины. В 1980 получил Государственную премию УССР в области науки и техники. Был членом редколлегии международного журнала «Физика низких температур» («Low Temperature Physics»). С 1996 работал на должности профессора в университете Стоуни Брук (Нью-Йорк, США). Будучи ярким представителем Харьковской школы теоретической физики, И. О. Кулик воспитал плеяду физиков-теоретиков, многие их которых стали лидерами новых научных направлений.

## Научная деятельность
Широкую известность и мировое признание И. О. Кулику принесли теория электродинамических свойств джозефсоновских туннельных контактов, предсказание нового типа вихрей в сверхпроводнике, помещенном в наклонное магнитном поле («вихри Кулика»), теория когерентных токовых состояний в слабых сверхпроводящих контактах с непосредственной проводимостью. И. О. Кулик развил важные положения, ставшие основами мезоскопической физики: квантование потока и персистентные токи в несверхпроводящих структурах, эффекты дискретности заряда и кулоновская блокада в малых металлических системах. И. О. Кулик с сотрудниками построил теорию микроконтактной спектроскопии элементарных возбуждений в твердых телах (Открытие № 328, зарегистрированное Комитетом по открытиям СССР). Научная деятельность И. О. Кулика отражена в многочисленных статьях, обзорах, докладах и монографиях.

## Избранные публикации
- Кулик, Игорь Орестович. Эффект Джозефсона в сверхпроводящих туннельных структурах / И. О. Кулик, И. К. Янсон. — Москва: Наука, 1970. — 272 с.
- И. О. Кулик. Квантование потока в нормальном металле // Письма в ЖЭТФ. 1970. — Т. 11. — С. 407.
- Кулик И. О., Шехтер Р. И. Кинетические явления и эффекты дискретности заряда в гранулированных средах // ЖЭТФ. 1975. Т. 41 сю 623—635
- Кулик И. О., Омельянчук А. Н. Эффект Джозефсона в сверхпроводящих мостиках: микроскопическая теория. Физика низких температур, Том 4, Выпуск 3, С. 296—311 (1978)
- Кулик И. О., Омельянчук А. Н., Шехтер Р. И. Электропроводность точечных микроконтактов и спектроскопия фононов и примесей в нормальных металлах // Физика низких температур. — 1977. — № 3, вып. 12. — С. 1543—1558.
- Ozgur Cakir and Igor O. Kulik. Josephson effect in superconductive SNS heterostructures with barriers. Phys. Rev. B 67, 174514 (2003)
- Igor O. Kulik Mesoscopic Aharonov-Bohm loops in a time-dependent potential: Quasistationary electronic states and quantum transitions. Phys. Rev. B 76, 125313 (2007)